# Ciudad Lerdo
Ciudad Lerdo är en ort i Mexiko.   Den ligger i delstaten Durango (delstat), i den centrala delen av landet, 800 km nordväst om huvudstaden Mexico City. Ciudad Lerdo ligger 1 139 meter över havet och antalet invånare är 63 530.
Terrängen runt Ciudad Lerdo är kuperad söderut, men norrut är den platt. Runt Ciudad Lerdo är det ganska tätbefolkat, med 96 invånare per kvadratkilometer. Närmaste större samhälle är Gómez Palacio, 4,6 km nordost om Ciudad Lerdo. Omgivningarna runt Ciudad Lerdo är i huvudsak ett öppet busklandskap.